# 2-й Княжий
2-й Княжий — хутор в Суджанском районе Курской области. Входит в состав Казачелокнянского сельсовета.

## География
Хутор находится на реке Суджа и её притоке Локня, в 7,5 км от российско-украинской границы, в 86 км к юго-западу от Курска, в 4,5 км к северу от районного центра — города Суджа, в 1,5 км от центра сельсовета — Казачья Локня.
Климат
2-й Княжий, как и весь район, расположен в поясе умеренно континентального климата с тёплым летом и относительно тёплой зимой (Dfb в классификации Кёппена).
Часовой пояс
Хутор 2-й Княжий, как и вся Курская область, находится в часовой зоне МСК (московское время). Смещение применяемого времени относительно UTC составляет +3:00.

## Население
| 2002 | 2010 |
| ---- | ---- |
| 39   | ↘37  |

## Инфраструктура
Личное подсобное хозяйство. В хуторе 26 домов.

## Транспорт
2-й Княжий находится в 1,5 км от автодороги регионального значения 38К-024 (Льгов — Суджа), в 3 км от автодороги межмуниципального значения 38Н-454 (38К-024 — Кубаткин), в 4,5 км от ближайшей ж/д станции Суджа (линия Льгов I — Подкосылев).
В 114 км от аэропорта имени В. Г. Шухова (недалеко от Белгорода).